# Маллалье, Энн, баронесса Маллалье
Энн Маллалье, баронесса Маллалье (англ. Ann Mallalieu, Baroness Mallalieu; род. 27 ноября 1945) — британский политик и пэр, член Палаты лордов (с 1991).

## Биография
Родилась 27 ноября 1945 года в семье Уильяма Маллалье, члена Палаты общин. Её дед Фредерик Маллалье и дядя Лэнс Маллалье тоже заседали в британском парламенте. 
Она получила образование в Ньюнэм-колледж, где стала первой женщиной-президентом Кембриджского союза.

## Карьера
19 июня 1991 года Маллалье стала пожизненным пэром, получив титул баронессы Маллалье.
В 2004 году она возглавила оппозицию Палаты лордов в отношении предложения Палаты общин запретить охоту с гончими. В ходе дебатов в Палате лордов по законопроекту о выходе из Европейского союза от 31 января 2018 года Маллалье заявила, что поддержала эту инициативу на референдуме 2016 года.

## Личная жизнь
Маллалье была замужем за сэром Тимоти Касселом, баронетом Касселом. В этом браке родилось двое дочерей. Пара распалась в 2006 году.